# El recurso del método
El recurso del método es una novela del escritor cubano Alejo Carpentier. Publicada en 1974, se adscribe al subgénero de la literatura hispanoamericana conocido como novela del dictador, junto con Yo el Supremo de Augusto Roa Bastos, publicada ese mismo año, El otoño del patriarca de Gabriel García Márquez, publicada en 1975 y la mítica El señor Presidente de Miguel Ángel Asturias, publicada en México durante el año 1945.